# Cogners
Cogners är en kommun i departementet Sarthe i regionen Pays de la Loire i nordvästra Frankrike. Kommunen ligger i kantonen Saint-Calais som tillhör arrondissementet Mamers. År 2022 hade Cogners 177 invånare.

## Befolkningsutveckling
Antalet invånare i kommunen Cogners
| Referens: INSEE |